# Johann Hackemann
Johann Hackemann (* 10. Januar 1629 oder, wohl fälschlich, 1630 in Peine; † 16. Oktober 1676 in Gandersheim) war ein evangelischer Theologe und Hochschullehrer. Er war von 1666 bis 1676 Generalsuperintendent von Gandersheim.

## Leben
Johann Hackemann wurde 1629 in Peine als Sohn des gleichnamigen und früh verstorbenen Bürgermeisters geboren. Er besuchte die Stadtschule in Peine und ab 1645 das Gymnasium in Hameln. Im Jahr 1648 wechselte er an das Gymnasium in Lemgo, wo er vom Theologen Hennig Schröder wesentlich beeinflusst wurde. Dieser veranlasste 1653 die Aufnahme Hackemanns an die Universität Rinteln, wo er Theologie und Philosophie studierte und 1657 bei Arnold Redeker († 1660) den Magistergrad erhielt. Hackemann unterrichtete nachfolgend zwei Jahre an der Artistenfakultät, wechselte 1659 an die Universität Helmstedt und kehrte 1661 als ao. Professor nach Rinteln zurück. Er wurde 1664 zum ordentlichen Professor der Philosophie für das Fach Logik berufen. Er absolvierte 1666 die Prüfung zum Lizentiaten der Theologie und erhielt im selben Jahr das Angebot Herzog Augusts des Jüngeren, das Amt des Ersten Predigers und Generalsuperintendenten von Gandersheim im Fürstentum Braunschweig-Wolfenbüttel zu übernehmen. Hackemann trat diese Ämter im Juli 1666 an und wurde gleichzeitig zum Abt des nahe gelegenen Klosters Klus ernannt.
Hackemanns Amtszeit war von einem anhaltenden Streit mit den Kanonikern des Stifts Gandersheim geprägt, die ihm ein zu weltliches Wesen seiner Predigten vorhielten. So beschwerte sich die Äbtissin des Stifts beim Konsistorium Wolfenbüttel darüber, dass seine Texte Anzüglichkeiten, Beschimpfungen und Beleidigungen enthielten. In der Folge wurde Hackemann von seinen Ämtern suspendiert und starb im Oktober 1676 vor Klärung des Streits, bei dem sich Rat und Bürger der Stadt Gandersheim für ihn eingesetzt hatten.
Hackemann war seit 1663 verheiratet mit der Lemgoer Kaufmannstochter Anna Catharina Müller. Beider Sohn war der Rechtswissenschaftler Friedrich August Hackmann.

## Schriften (Auswahl)
- Exercitationum moralium de actionibus humanis. Disputation, 1657.